# Fästorna, Kimitoön
Fästorna är öar i Finland. De ligger i Norra Östersjön och i kommunen Kimitoön i landskapet Egentliga Finland, i den sydvästra delen av landet. Öarna ligger omkring 78 kilometer söder om Åbo och omkring 160 kilometer väster om Helsingfors.
Arean för den av öarna koordinaterna pekar på är 1 hektar och dess största längd är 140 meter i sydöst-nordvästlig riktning. Det finns inga samhällen i närheten.